# 厄除不動明王院
厄除不動明王院（やくよけふどうみょうおういん）は、香川県高松市西宝町にある単立真言宗の寺院。本尊は不動明王。四国三十六不動霊場第35番の札所になっている。
- 御詠歌：やくなんを 払いてとわに 西宝の 峰に輝く 不動明王

## 概要

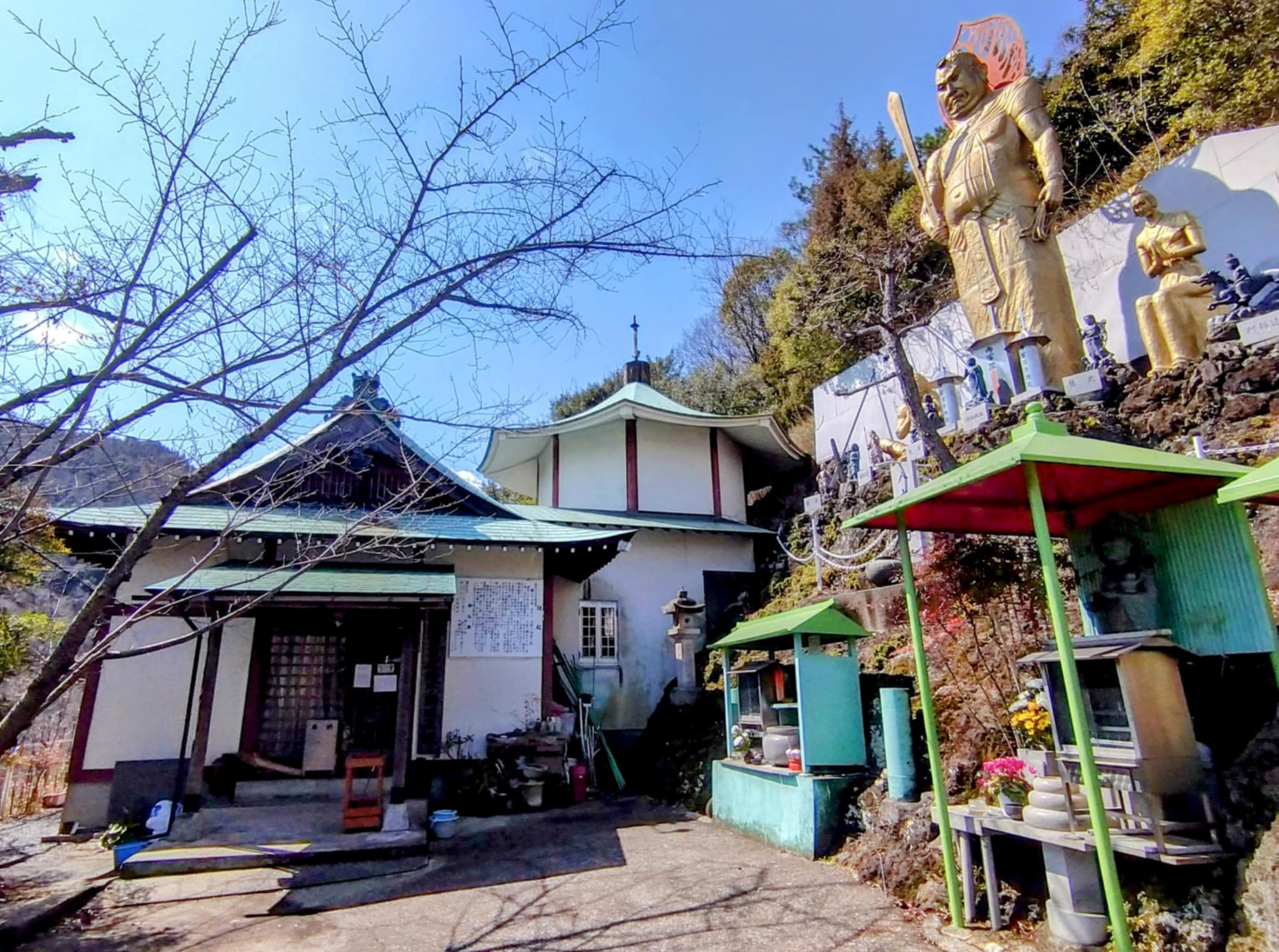
境内

昭和30年（1955年）5月11日、濃霧の瀬戸内海で修学旅行生を乗せた宇高連絡船の紫雲丸が車両渡船の第三宇高丸と衝突・沈没して168人の犠牲者が出た（紫雲丸事故）。その供養のためとして、善通寺法主亀谷宥英大僧正と同志が創建し、同院主が開眼した。四国最大の、高さ8メートルの金色の波切不動尊が立ち、その胎内には犠牲者のための写経が納められている。

## 伽藍
- 本堂
- 波切不動明王立像
- 鐘楼
- 庫裡

市営墓地の下の道路脇に駐車スペースがあり、その前の寺名石柱横の石段から墓地の中を上がって行くと境内がある。また、その峰山町への道路をさらに上へ走行しカーブからの道を入って行くと境内に至る。

## 交通アクセス
鉄道
- JR高徳線・栗林公園北口駅より約1.5km

## 前後の札所
四国三十六不動霊場
34番 繁昌院 --(25km)-- 35番 厄除不動明王院 --(10km)-- 36番 聖代寺

## 周辺
- 摺鉢谷滝不動堂

当寺の進入口を通り過ぎて約500m行ったところに降り口があり約20m下ると不動堂があり滝はその背後にある。また、山側を約200m上ると大師堂が、さらに約100m上がると薬師堂がある。江戸時代に初代高松藩主松平頼重が修業の場として山館を建てたのが始まりである。現在は行泉寺（高松市番町5丁目9-24）の境外仏堂で、不動堂は平成10年9月に新築されている。

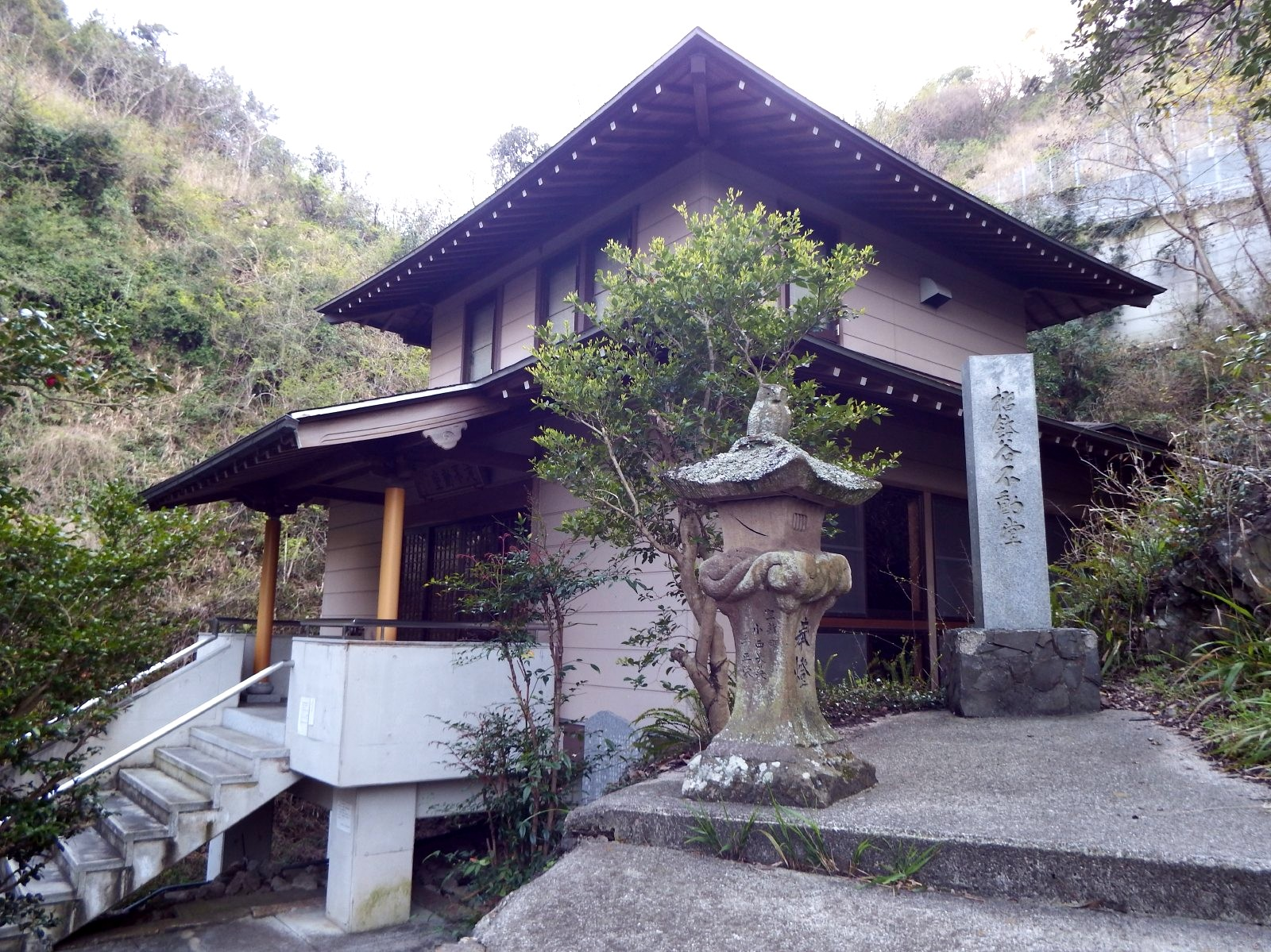
不動堂
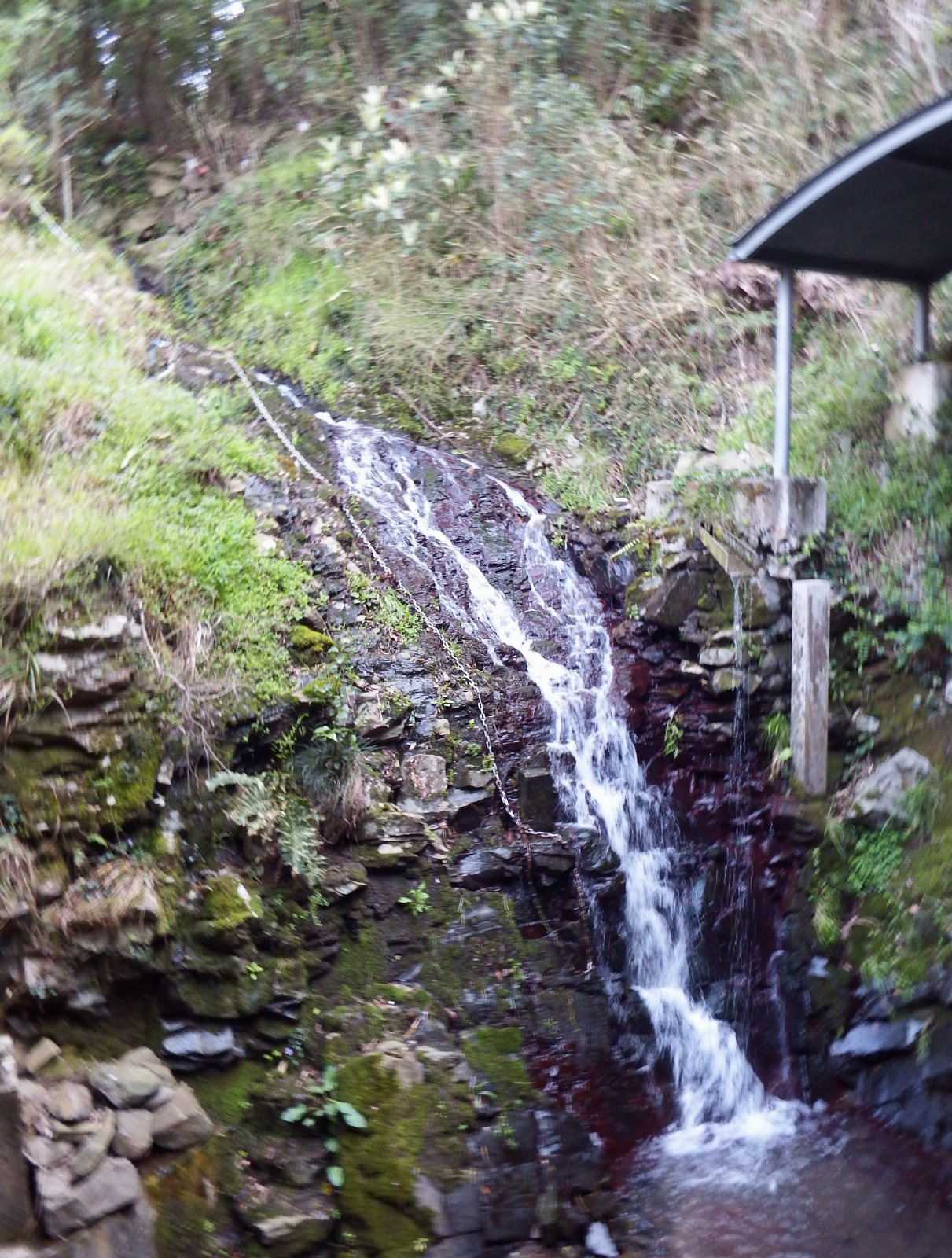
滝
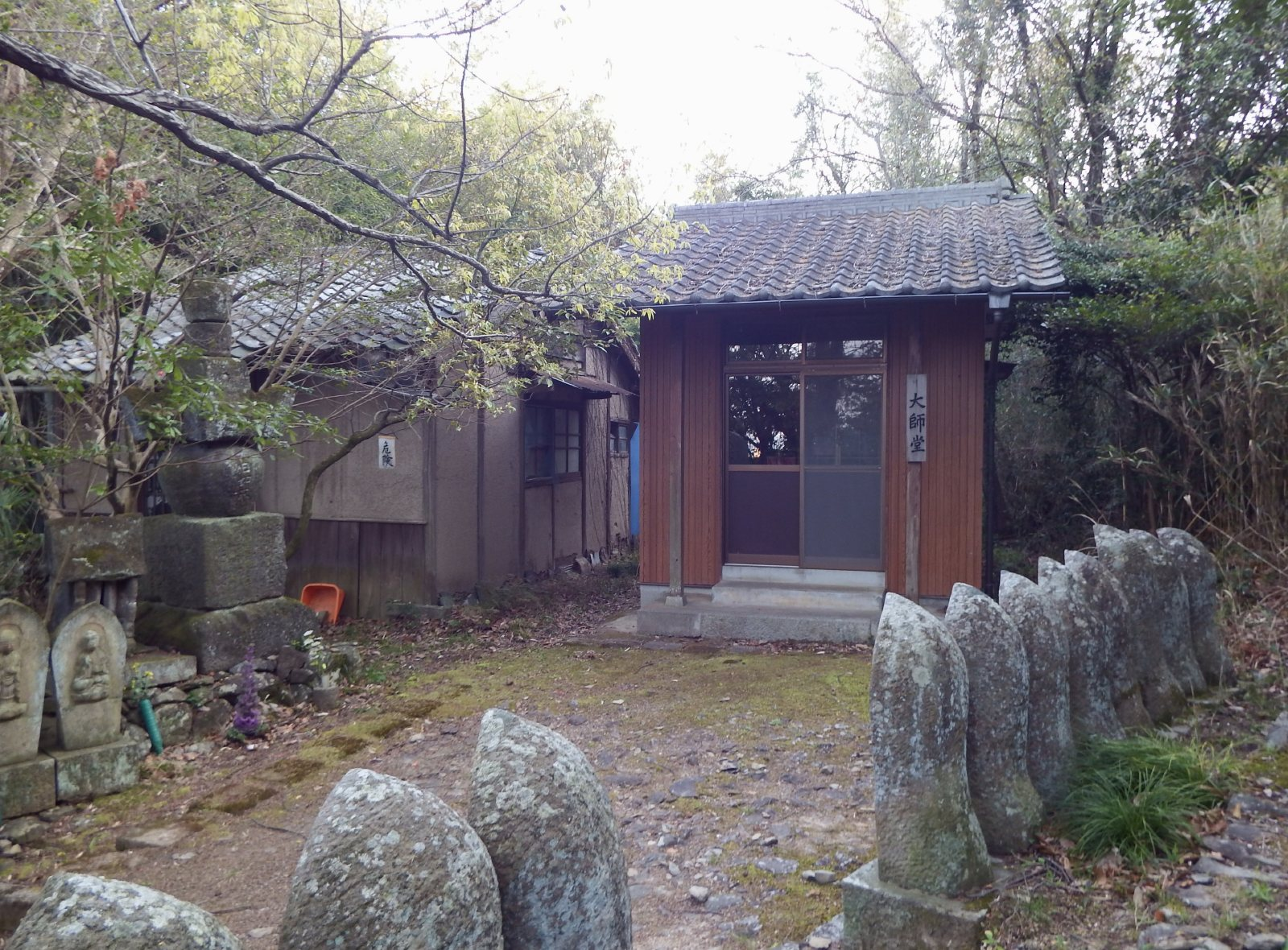
大師堂
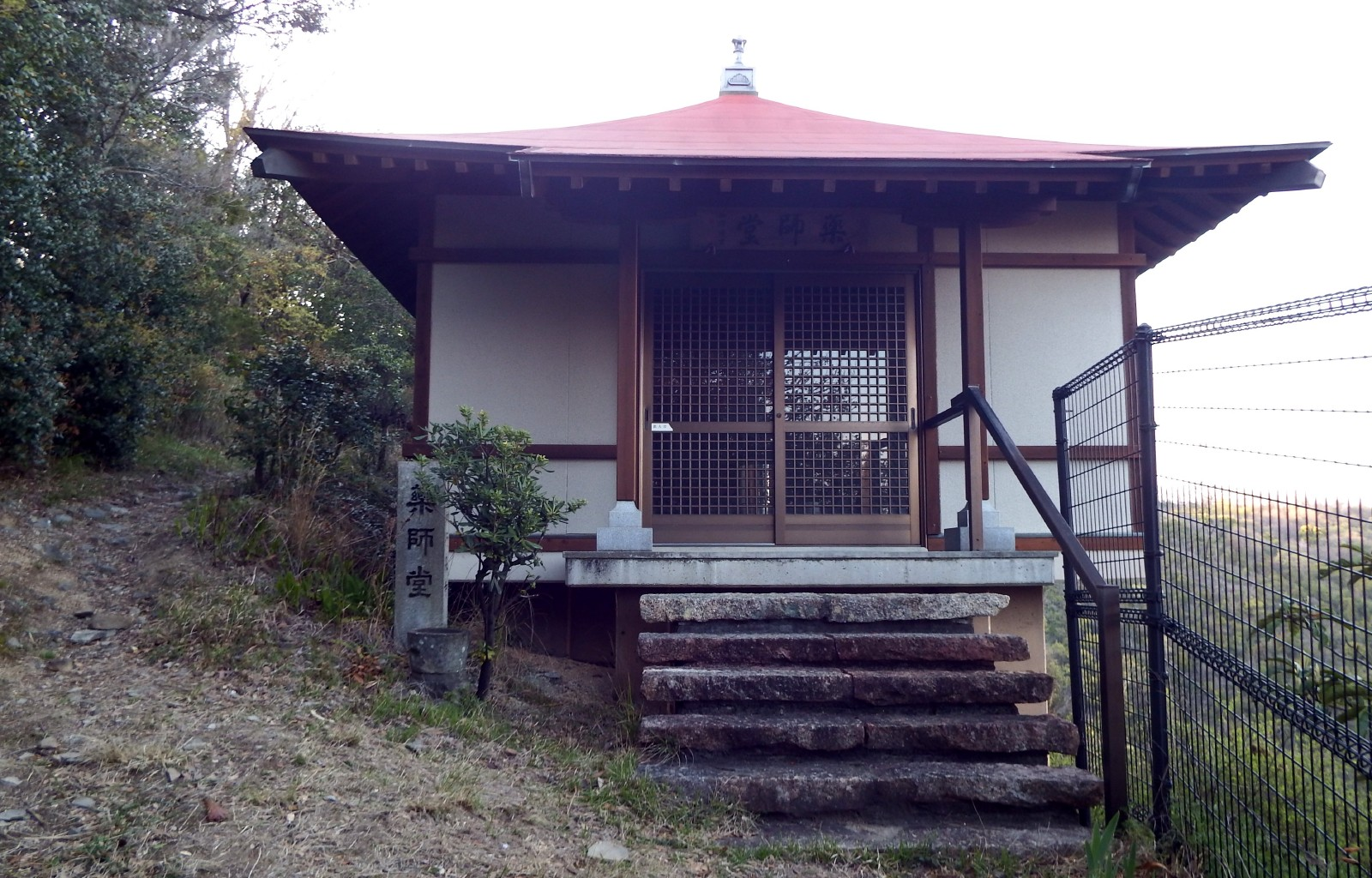
薬師堂
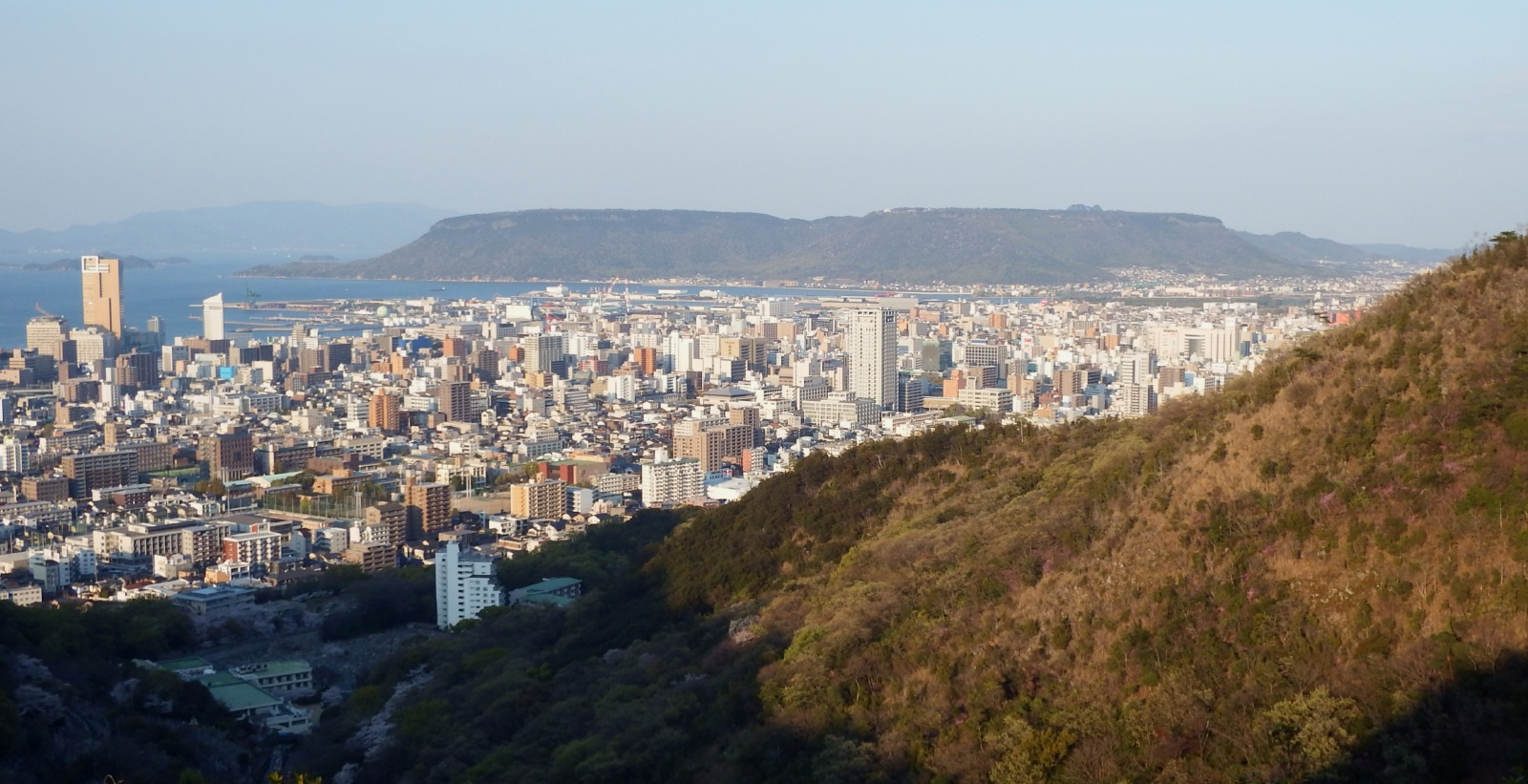
薬師堂からの眺望